# Wyspa przetrwania
Wyspa przetrwania – polski program telewizyjny typu reality show oparty na formacie Survivor emitowany w 2017 roku na antenie telewizji Polsat. Jego prowadzącym był Damian Michałowski. Twórcy programu bazowali na audycji Koh-Lanta – francuskiej wersji formatu Survivor zapoczątkowanego w Szwecji pod nazwą Expedition Robinson. Nagrania programu, z wyjątkiem odcinka finałowego, przeprowadzono na wyspach Yasawa należących do Fidżi.

## Zasady gry
W grze brało udział 16 osób (8 kobiet i 8 mężczyzn), które były podzielone na dwie grupy – tzw. plemiona. Uczestnicy mieszkają na jednej z tropikalnych wysp, bez dostępu do świata zewnętrznego, a jedzenie i picie musieli zdobywać sami.
W każdym etapie programu przygotowane były 2–3 konkurencje, w czasie których gracze mogli zdobyć pożywienie, elementy luksusu (1. i czasem 2. zadanie) bądź immunitet chroniący całą zwycięską drużynę przed odpadnięciem (najczęściej ostatnie zadanie), choć zdarzyło się, że jedna z rywalizacji kończyła się eliminacją, tzw. nagłą śmiercią.
Na koniec każdego odcinka odbywała się tzw. Rada Plemienia, na której mieszkańcy wyspy decydowali o tym, kto odpada z gry. Każdy z uprawnionych do głosowania miał prawo oddać jeden głos, a do puli doliczany był jeszcze tzw. czarny głos, czyli decyzja uczestnika, który odszedł z danej grupy jako ostatni.
Po opuszczeniu gry przez około połowę uczestników pozostali łączeni są w jedno plemię, a każde zadanie przybiera charakter indywidualny (z nielicznymi wyjątkami, np. konkurowanie w parach i eliminacja par).
W ostatnim odcinku grę kończyła osoba, która poradzi sobie najgorzej z zadaniem. Gdy zostanie troje mieszkańców wyspy, odbywała się ostatnia konkurencja, w trakcie której tylko najlepsza osoba miała zapewnione miejsce w ścisłym finale; musiała ona natomiast zdecydować, kogo zabiera ze sobą do walki o główną nagrodę, a kto odpada.
O zwycięzcy decydowali jurorzy, czyli wszyscy zawodnicy, którzy odpadli po połączeniu dwóch plemion w jedno. Nagroda dla zwycięzcy programu wynosiła 150 000 zł.

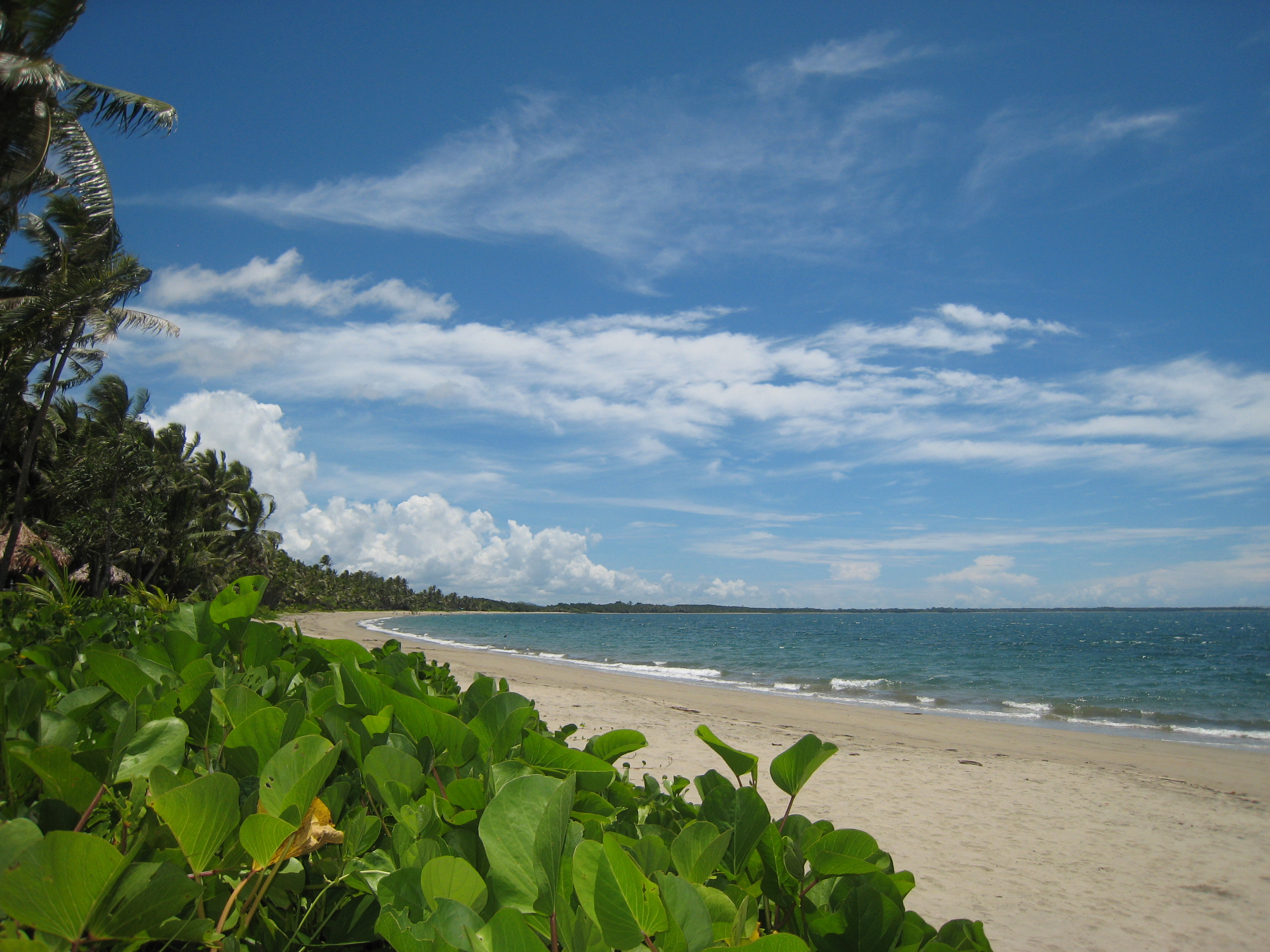
Jedna z wysp archipelagu

## Uczestnicy

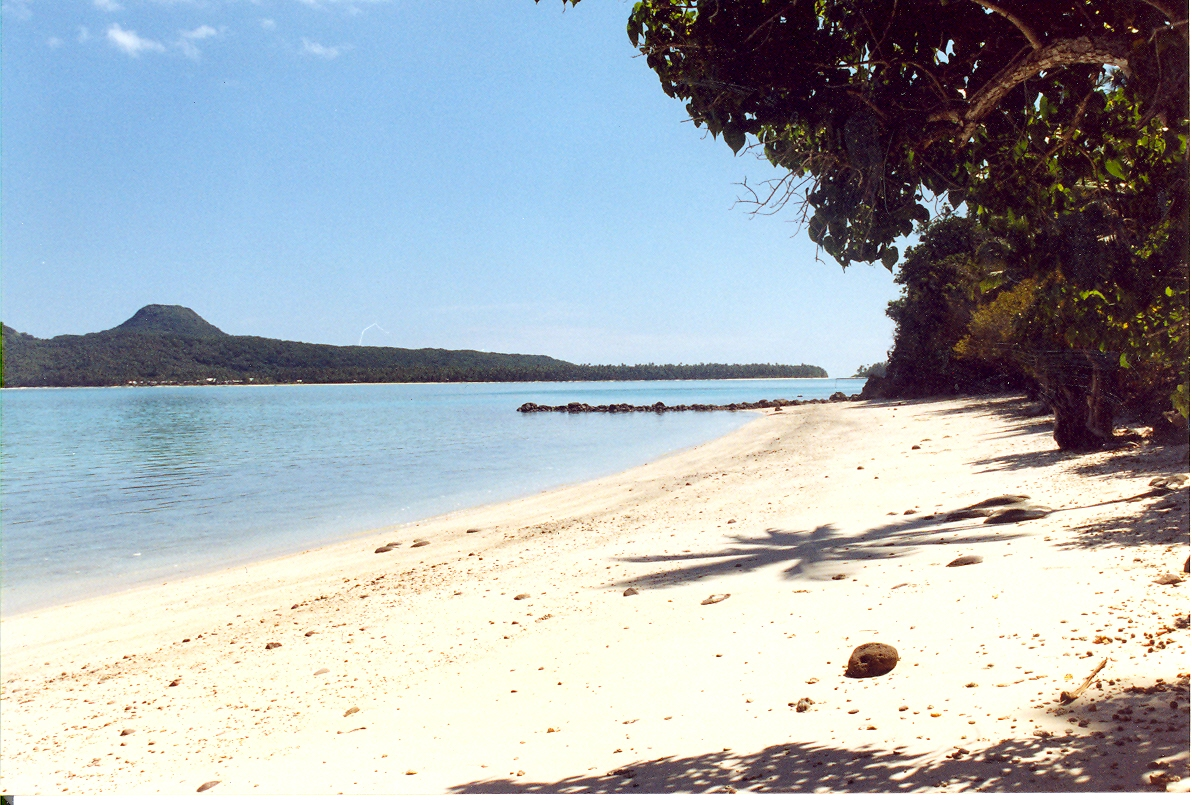
Plaża na jednej z fidżyjskich wysp

| Miejsce | Imię i nazwisko           | Wiek | Plemię (wyrażane w odcinkach) | Plemię (wyrażane w odcinkach) | Plemię (wyrażane w odcinkach) | Liczba odcinków |
| Miejsce | Imię i nazwisko           | Wiek | 1–4                           | 4–6                           | 6–10                          | Liczba odcinków |
| ------- | ------------------------- | ---- | ----------------------------- | ----------------------------- | ----------------------------- | --------------- |
| 1.      | Katarzyna Cebula          | 31   | Mataka                        | Mataka                        | Vuku                          | 10              |
| 2.      | Paweł Poręba              | 28   | Mataka                        | Mataka                        | Vuku                          | 10              |
| 3.      | Maciej „Maczo” Kuśmierz   | 25   | Mataka                        | Yakawi                        | Vuku                          | 10              |
| 4.      | Daniel Wiśniowski         | 30   | Mataka                        | Mataka                        | Vuku                          | 10              |
| 5.      | Maciej „Klotzek” Klotz    | 45   | Yakawi                        | Yakawi                        | Vuku                          | 9               |
| 6.      | Paweł „Farmer” Bodzianny  | 35   | Mataka                        | Yakawi                        | Vuku                          | 8               |
| 7.      | Julia Maciuszek           | 18   | Yakawi                        | Yakawi                        | Vuku                          | 7               |
| 7.      | Piotr Krystkiewicz        | 31   | Yakawi                        | Mataka                        | Vuku                          | 7               |
| 9.      | Karolina Grychnik         | 29   | Mataka                        | Mataka                        | Vuku                          | 6               |
| 10.     | Justyna Gokiert-Skrentna  | 40   | Mataka                        | Yakawi                        | —                             | 6               |
| 11.     | Bartosz Czapiewski        | 29   | Yakawi                        | Yakawi                        | —                             | 5               |
| 12.     | Anna Rybak                | 26   | Yakawi                        | Mataka                        | —                             | 4               |
| 13.     | Ewa „Fitella” Orzechowska | 30   | Yakawi                        | —                             | —                             | 4               |
| 14.     | Anna Urbańska             | 21   | Mataka                        | —                             | —                             | 3               |
| 15.     | Grzegorz Morawski         | 63   | Yakawi                        | —                             | —                             | 2               |
| 16.     | Ewa Chojnowska            | 30   | Yakawi                        | —                             | —                             | 2               |

## Oglądalność
| Nr odc. | Data emisji          | Oglądalność |
| ------- | -------------------- | ----------- |
| 1       | 8 września 2017      | 1 405 738   |
| 2       | 15 września 2017     | 1 166 524   |
| 3       | 22 września 2017     | 1 504 713   |
| 4       | 29 września 2017     | 1 203 306   |
| 5       | 6 października 2017  | 1 034 989   |
| 6       | 13 października 2017 | 1 139 736   |
| 7       | 20 października 2017 | 992 318     |
| 8       | 27 października 2017 | 1 162 873   |
| 9       | 3 listopada 2017     | 988 515     |
| 10      | 10 listopada 2017    | 1 106 006   |
| Średnia | Średnia              | 1 170 375   |